# Rick Forrester
Rick Forrester is een personage uit de Amerikaanse soapserie The Bold and the Beautiful. Hij werd op het scherm geboren op 7 november 1990. Als kind werd de rol door verschillende acteurs gespeeld. Jacob Young was de eerste die de rol op contractbasis speelde van 1997 tot 1999. Dan nam Justin Torkildsen de rol over tot 2004, daarna werd hij naar de achtergrond geschoven en had nog maar een kleine rol tot 2006. Vanaf 25 januari 2007 speelt Kyle Lowder de rol, begin 2011 werd ook hij weer uit de serie geschreven bij gebrek aan verhaallijn. In augustus 2011 werd bekend dat Jacob Young de rol opnieuw zou oppakken omdat de serie All My Children, waar hij al enkele jaren in meespeelde stopt.

## Personagebeschrijving
Rick is de zoon van Brooke Logan en Eric Forrester, Hij heeft één zus, Bridget. Langs vaders kant heeft hij nog 2 halfbroers  Ridge en Thorne en drie halfzussen; Kristen, Felicia en Angela (Angela was al overleden voor Rick geboren werd). Tot eind 2002 dacht hij dat Ridge ook zijn halfbroer was, maar toen kwam aan het licht dat hij de zoon was van Massimo Marone. Langs moeders kant heeft hij nog een halfzus Hope Logan en twee halfbroers R.J. Forrester en Jack Marone.